# Летосчисление по девизам правления (Япония)
Счёт годов по девизам (эрам или годам) правления (яп. 元号 гэнго: или яп. 年号 нэнго:, в переводе означает эра, эпоха) — традиционный календарь, используемый в Японии.

## Краткие сведения
Вместо счисления лет от Рождества Христова, как принято в христианских странах, в традиционной японской системе летосчисления годы отсчитываются по девизам правления императора. Каждый император, вступая на престол, утверждает девиз (нэнго), под которым будет проходить его правление. Изменение девиза правления могло происходить в любой день года. Девиз правления был призван отметить какое-либо выдающееся событие или же счастливое предзнаменование, магическим путём обеспечить успешное правление, избавить от несчастий, и поэтому для его наименования использовались только «счастливые» сочетания иероглифов. Если же случалось что-нибудь заслуживающее особого внимания (благоприятное или нет), то девиз правления мог меняться (иногда — по нескольку раз) за одно и то же правление.
Как правило, новый девиз объявлялся в связи со вступлением нового императора на престол. Нэнго также меняли в первом, пятом и пятьдесят восьмом году так называемого шестидесятилетнего цикла, которые считались неблагоприятными в Оммёдо. Эти три года известны соответственно как какурэй (яп. 革令), какуун (яп. 革運) и какумэй (яп. 革命), а всех их часто объединяют под одним термином санкаку (яп. 三革). Кроме этого, девиз часто менялся во время природных и социальных катаклизмов.
Существовали и другие причины выбора имени для девиза. Например, девиз правления Вадо (яп. 和銅 — «японская медь») ознаменовал начало чеканки медной монеты в VIII веке. После укоренения в Японии буддизма и конфуцианства появились девизы, которые отражали постулаты этих религий — Дайдо (яп. 大同 — «великое единство»), Конин (яп. 弘仁 — «всесторонняя человечность»), Тэнтё (яп. 天長 — «высота небес») и другие.
Нэнго, как правило, записывалось двумя иероглифами, однако в короткий период VIII века их записывали четырьмя. При записи девизов правления было использовано всего около 75 иероглифов.
Выбор девиза правления — дело чрезвычайной государственной важности, для этого при императорском дворе создавалась специальная комиссия. В качестве источников девизов в абсолютном большинстве случаев была древнекитайская классическая литература. Например, девиз Мандзю был заимствован из «Ши цзин», а девиз Мэйдзи из «Книги Перемен».
| Хронология девизов и периодов правления первых японских императоров |
| ------------------------------------------------------------------- |
|                                                                     |

Система летоисчисления по девизами правления императоров возникла в Китае в 140 году до н. э. и была принята в Японии в 645 году. Первым японским императорским девизом (нэнго) был Тайка (яп. 大化), что буквально переводится как «великие преобразования», — он символизировал начало реформ японского общества, направленных на сближение с цивилизованным миром — Китаем.
В середине VII века практика девизов правления в Японии была на время предана забвению. При императорах Саймэй, Тэндзи и Дзито, а также частично при Момму девизы правления не употреблялись (применялся порядковый год правления). Окончательно система нэнго прижилась в 701 году.
Начало действия девиза правления считается первым годом нового исторического периода. Все нэнго уникальны, поэтому их можно использовать как универсальную шкалу летосчисления. Подобный способ летосчисления до сих пор широко используется в Японии. Указание дат по японскому летосчислению требуется на финансовых, банковских документах и официальных бумагах.
Летосчисление по девизам правления хотя и является надежным способом датировки, но не очень удобно в использовании. Новый девиз правления ведёт начало с первого числа уходящего года. К примеру, когда в 28-й день 7-й луны 4-го года Гэнки (по юлианскому календарю — 25 августа 1573) было решено сменить девиз правления на Тэнсё, прежний девиз был немедленно упразднён, и понятие «1-й год Тэнсё» прилагается ко всему году в целом. В результате один и тот же год европейского календаря может часто быть записан сразу двумя нэнго. Например, 1573 год — это и 4-й год Гэнки, и 1-й год Тэнсё, что создаёт некоторую путаницу.
Всего насчитывается 252 девиза правления японских императоров. Нынешний девиз правления № 253 — Рэйва, объявленный в 2019 году.

### Реформа 1868 года
В ходе Реставрации Мэйдзи изменение девиза во время правления было запрещено. Отныне один девиз правления приходился на одного императора и обозначал это правление. Посмертное имя монарха также давалось в соответствии с его девизом. Так, посмертное имя японского императора Хирохито — император Сёва, где Сёва (яп. 昭和 — «просвещённый мир») является названием его девиза правления.
В современной практике первый год правления (яп. 元年 ганнэн) начинается сразу после вступления нового императора на престол, однако всегда заканчивается 31 декабря. В частности, первый год правления вышеупомянутого императора Хирохито начался 25 декабря 1926 года с его восшествия на престол, но закончился 31 декабря того же года. То есть, 1-й год Сёва продлился всего 7 дней. Также, следуя этому правилу, год смерти покойного монарха и тот же год восшествия на престол его преемника рассматриваются как разные годы. Так, Хирохито умер в 1989 году, который принято считать 64-м годом Сёва. Однако с того же года на его место заступил сын Акихито, избрав девиз Хэйсэй. Соответственно, по японской системе летоисчисления 1989 год состоит из двух — 64-го года Сёва и 1-го года Хэйсэй.

## Неофициальные девизы правления
В древней и средневековой Японии, наряду с официальными девизами правления, или нэнго (яп. 年号), часто использовались так называемые частные девизы правления, известные как синэнго (яп. 私年号), или как инэнго (яп. 異年号) — «особые, необычные нэнго», сэннэнго (яп. 僭年号) — «поддельные, ложные нэнго». В Средние века частными девизами пользовались местные феодалы, синтоистские храмы, буддийские монастыри. Общее количество частных девизов достигает 90.
К примеру, девизы правления Хакухо и Судзяку использовались императорами для обозначения последних лет царствования вместо официальных девизов, поэтому называются ицунэнго (яп. 逸年号, скрытые нэнго).

## Прочие календарные системы
В Японии есть также календарная система с точкой отсчёта 660 год до н. э., когда, согласно легенде, было основано Японское государство императором Дзимму. Разработкой этой абсолютной хронологической шкалы занимался Миёси-но Киёюки (847—918), который подсчитал, что от начала правления первого легендарного императора Дзимму (660 г. до н. э.) до 9-го года правления Суйко (601 год) прошло 1260 лет. Во время реставрации Мэйдзи древний счёт лет восстановили: в 1872 году было введено понятие «эры императоров» (яп. 皇紀 ко:ки) — в националистических целях, чтобы доказать европейцам древность японской истории. Но продержалась такая система только до конца Второй мировой войны.
Примечательно, что этот счёт лет нашёл отражение в маркировке различной техники: последние две цифры числового обозначения соответствовали двум последним цифрам даты принятия этой модификации в строй. Так, истребитель «Mitsubishi A5M» имел наименование «Палубный истребитель тип 96» (яп. 九六式艦上戦闘機 Кю:-року-сики кандзё: сэнто:ки), то есть он был принят на вооружение в 2596 году от основания Японии (1936 год). Его преемник, «Mitsubishi A6M Zero» или «Палубный истребитель тип 00» (яп. 海軍零式艦上戦闘機 Кайгун рэй-сики кандзё: сэнто:ки) был принят в строй в 2600 году от основания Японии, или, соответственно, в 1940 году. Подобные именования прослеживаются во многих военных изделиях тех лет: от шифровальных машин («алфавитная печатная машина тип 97») до оружия и танков (винтовка тип 99, танк тип 94).